# Kazimierz Lipień
Kazimierz Lipień (ur. 6 lutego 1949 w Jaczkowie, zm. 12 listopada 2005 w Nowym Jorku) – polski zapaśnik w stylu klasycznym. Brat bliźniak Józefa Lipienia. Wieloletni zawodnik Wisłoki Dębica.
Osiągnięcia sportowe (kategoria do 62 kg):
- 1971 Mistrzostwa Świata Sofia srebro
- 1972 Letnie Igrzyska Olimpijskie Monachium brąz
- 1972 Mistrzostwa Europy Katowice brąz
- 1973 Mistrzostwa Świata Teheran złoto
- 1973 Mistrzostwa Europy Helsinki srebro
- 1974 Mistrzostwa Świata Katowice złoto
- 1975 Mistrzostwa Świata Mińsk srebro
- 1975 Mistrzostwa Europy Ludwigshafen złoto
- 1976 Letnie Igrzyska Olimpijskie Montreal złoto
- 1977 Mistrzostwa Świata Göteborg srebro
- 1978 Mistrzostwa Świata Meksyk srebro
- 1978 Mistrzostwa Europy Oslo złoto
- 1979 Mistrzostwa Europy Bukareszt brąz

Wychowywał się w Jaczkowie, wiosce położonej niedaleko Wałbrzycha. Oprócz słynnego brata zapaśnika, Kazimierz Lipień miał 4 braci i dwie siostry. W 1972 roku ukończył Technikum dla Pracujących, a w 1980 Studium Trenerskie na AWF Warszawa.
W 1972 został odznaczony Złotym Krzyżem Zasługi.